# رودلف كليف
رودلف كليف (بالألمانية: Rudolf Cleve)‏ هو عسكري ألماني، ولد في 22 يوليو 1919 في برلين في ألمانيا، وتوفي في 30 أكتوبر 1997 في غوبينغن في ألمانيا.